# Hartford Whalers
Gli Hartford Whalers furono una squadra professionistica statunitense di hockey su ghiaccio che giocò nella National Hockey League (NHL) dal 1979 al 1997.

## Storia
In precedenza, con il nome di New England Whalers, avevano fatto parte della World Hockey Association (WHA) dal 1972 al 1979. Nel 1997 la franchigia si trasferì a Raleigh, nella Carolina del Nord, e cambiò nome in Carolina Hurricanes.

## Giocatori noti

### Membri dell'Hall of Fame
- Gordie Howe, (1977-1980)
- Dave Keon, (1976-1982)

### Capitani
- Ted Green 1972-75
- Rick Ley 1975-81
- Mike Rogers e Dave Keon 1981-82
- Russ Anderson 1982-83
- Mark Johnson 1983-84
- Ron Francis 1984-90
- Nessun capitano 1990-91
- Randy Ladouceur 1991-92
- Pat Verbeek 1992-95
- Brendan Shanahan 1995-96
- Kevin Dineen 1996-97

### Numeri ritirati
- 2 Rick Ley, D, 1972-81
- 9 Gordie Howe, RW, 1977-80
- 19 John McKenzie, RW, 1977-79